# Daniel Luoma
Daniel Luoma (1998) è un giocatore di football americano finlandese che gioca come wide receiver per i Cologne Centurions.
Fino al 2019 ha giocato per i finlandesi Porvoon Butchers, per poi passare 4 stagioni agli Eastern Illinois Panthers.